# Бања Дворови
Бања Дворови је бања смештена у североисточном делу Републике Српске, БиХ.
Бања Дворови налази се у средишту између река Саве и Дрине и путева који, преко Раче и Павловића моста, из Србије и Црне Горе воде у Бијељину и даље до Бање Луке и Сарајева.

## Историјат
Прва сазнања о љековитости термалних вода „Бање Дворови” потичу из 1956. године. У потрази за нафтом, нафташи су направили бушотину у селу Дворови, јужно од ријеке Саве, из које је касније потекла врела минерална вода температуре 75 °C. По проналажењу врела минералне воде и њене анализе кренуло се у изградњу купатила и бањског објекта са резервоаром за топлу воду. Поред бањског објекта 1968. године изграђен је отворени олимпијски базен са топлом водом. Слиједи изградња ресторана „Стара бања”, који сада носи име „Извор”, непосредно поред изворишта термоминералне воде. Године 1981. изграђен је мали дјечији базен. Плански развој бање, изградња инфраструктуре и организована активност на развоју туристичко-угоститељске понуде започиње 1986. године, када је основана радна организација Бањско-рекреативни центар „Дворови”. 1989. изграђена су два средња базена (један с топлом, а други с хладном водом). Анализом је утврђено да вода из бање „Дворови” даје веома добре резултате у лијечењу хроничних реуматских обољења, лакших облика дијабетеса, хроничног гастритиса, пострауматских повреда екстремитета и неких облика екцема, хроничних гинеколошких болести, спондилозе, спондилитиса и лумбоисхијалгије.

## Услуге
Својом питомошћу Семберије, прелепим парковима, базенима, удобним хотелом „Свети Стефан“ и, пре свега, гостољубивошћу домаћина, Бања је право место за одмор, превенцију и лечење разних болести. У савремено опремљеном медицинском блоку, уз надзор врхунских стручњака и лековиту термоминералну воду, с успехом се лече сви облици реуматских обољења, хроничне гинеколошке болести, рехабилитациона посттрауматска стања екстремитета, псоријаза, неки облици екцема, дијабетес, благе неурозе и хронични гастритис.
Поред овога гостима је на располагању и затворени базен, све врсте масажа, инхалације и акупунктура. Рекреативцима и спортским екипама су надохват руке терени за рукомет, одбојку, кошарку, тенис, олимпијски, два средња и исто толико дечјих базена с водом различите температуре, јер се базени пуне термалном водом (температура 75 °C), која се затим хлади до жељеног нивоа.
Хотел „Свети Стефан“ има 42 двокреветне и трокреветне собе и два апартмана високе категорије. Хотел је и зими посебан, јер га, као и целу бању, греју термалном водом.

## Карактеристике
- надморска висина 93m
- дубина извора термо-минералне воде 1345m
- температура воде 75 °C
- вода је натријумско-калцијумско-хидро-карбонатно-хлоридна